# J.J. Abrams
J.J. Abrams, ook wel aangeduid als Jeffrey Abrams, volledige naam Jeffrey Jacob Abrams (New York, 27 juni 1966) is een Amerikaans film- en televisieproducent, filmschrijver, pianist, filmcomponist en filmregisseur alsmede acteur. 
Abrams groeide op in Los Angeles in een Joods gezin. Hij volgde lessen op het Sarah Lawrence College in Bronxville. Zijn vader Gerald W. Abrams is ook televisieproducent. Zijn dochter Gracie Abrams is een bekende zangeres.

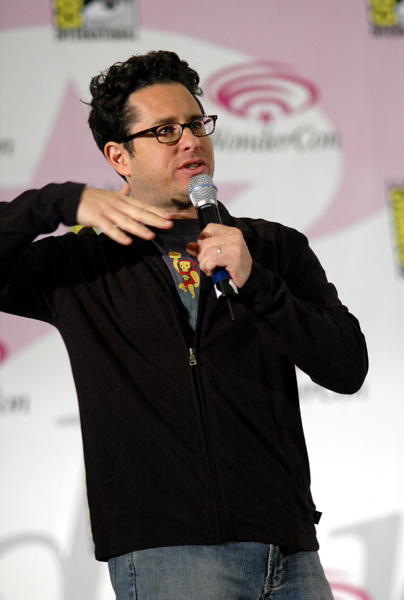
J.J. Abrams op een stripboekconventie in San Francisco (2006).

## Televisie
| Jaar                          | Titel                         | Regisseur                     | Scenarist                     | Producent                     |
| Series / Televisieprogramma's | Series / Televisieprogramma's | Series / Televisieprogramma's | Series / Televisieprogramma's | Series / Televisieprogramma's |
| ----------------------------- | ----------------------------- | ----------------------------- | ----------------------------- | ----------------------------- |
| 1998–2002                     | Felicity                      |                               |                               |                               |
| 2001–2006                     | Alias                         |                               |                               |                               |
| 2006                          | Avatar: The Last Airbender    |                               |                               |                               |
| 2006                          | Jimmy Kimmel Live!            |                               |                               |                               |
| 2007                          | The Office                    |                               |                               |                               |
| 2004–2010                     | Lost                          |                               |                               |                               |
| 2006–2007                     | What About Brian              |                               |                               |                               |
| 2006–2007                     | Six Degrees                   |                               |                               |                               |
| 2007–2008                     | Lost: Missing Pieces          |                               |                               |                               |
| 2008–2013                     | Fringe                        |                               |                               |                               |
| 2010–2012                     | Undercovers                   |                               |                               |                               |
| 2011–2015                     | Person of Interest            |                               |                               |                               |
| 2012                          | Alcatraz                      |                               |                               |                               |
| 2012–2014                     | Revolution                    |                               |                               |                               |
| 2013–2014                     | Almost Human                  |                               |                               |                               |
| 2014                          | Believe                       |                               |                               |                               |
| 2016-..                       | Westworld                     |                               |                               |                               |
| Televisiefilms                |                               |                               |                               |                               |
| 2005                          | The Catch                     |                               |                               |                               |
| 2009                          | Anatomy of Hope               |                               |                               |                               |
| 2012                          | Shelter                       |                               |                               |                               |
| 2015                          | Dead People                   |                               |                               | als figurant                  |

## Films
| Jaar | Titel                                         | Regisseur | Scenarist | Producent    |
| ---- | --------------------------------------------- | --------- | --------- | ------------ |
| 1990 | Taking Care of Business                       |           |           |              |
| 1991 | Regarding Henry                               |           |           | co-producent |
| 1992 | Forever Young                                 |           |           | uitvoerend   |
| 1996 | The Pallbearer                                |           |           |              |
| 1997 | Gone Fishin'                                  |           |           |              |
| 1998 | Armageddon                                    |           |           |              |
| 1999 | The Suburbans                                 |           |           |              |
| 2001 | Joy Ride                                      |           |           |              |
| 2006 | Mission: Impossible III                       |           |           |              |
| 2008 | Cloverfield                                   |           |           |              |
| 2009 | Star Trek                                     |           |           |              |
| 2010 | Morning Glory                                 |           |           |              |
| 2011 | Super 8                                       |           |           |              |
| 2011 | Mission: Impossible – Ghost Protocol          |           |           |              |
| 2013 | Star Trek Into Darkness                       |           |           |              |
| 2014 | Infinitely Polar Bear                         |           |           | uitvoerend   |
| 2015 | Mission: Impossible – Rogue Nation            |           |           |              |
| 2015 | Star Wars: Episode VII – The Force Awakens    |           |           |              |
| 2016 | 10 Cloverfield Lane                           |           |           |              |
| 2016 | Star Trek: Beyond                             |           |           |              |
| 2017 | Star Wars: Episode VIII – The Last Jedi       |           |           | uitvoerend   |
| 2018 | The Cloverfield Paradox                       |           |           |              |
| 2018 | Mission: Impossible – Fallout                 |           |           |              |
| 2019 | Star Wars: Episode IX - The Rise of Skywalker |           |           |              |
| 2022 | The Boy, the Mole, the Fox and the Horse      |           |           |              |

Abrams sprak de stem van D-O in voor de film Star Wars: Episode IX - The Rise of Skywalker uit 2019.

## Overig verschijnen
Abrams hield op de TED-bijeenkomst van maart 2007 een presentatie over waar zijn liefde voor mysterie vandaan komt.